# 大内教祐
大内 教祐（おおうち のりすけ、？－永享8年（1436年）6月）は、室町時代中期の武将。守護大名・大内氏の一族。父は応永の乱を起こしたことで有名な、大内氏の第10代当主・大内義弘で持世・持盛の弟。

## 経歴
最初は京都の相国寺の僧侶で「盛蔵主」と名乗っていたが、2人の兄が家督争いをしている最中の永享4年（1432年）6月に持世に乞われて還俗し、室町幕府第6代将軍足利義教より「教」の1字を賜い教祐と名乗る。
持世に従って持盛を討ち、その後も九州において持盛を支持していた少弐氏らと戦うものの、永享8年（1436年）6月に筑前国宗像郡西郷での少弐軍との戦いで戦死したと伝えられている。